# Лесница (город)
Лесница (город) (пол. Leśnica, нем. Leschnitz) — город в Польше, входит в Опольское воеводство, Стшелецкий повят. Имеет статус городско-сельской гмины. Занимает площадь 14,45 км². Население — 3002 человека (на 2004 год).

## История

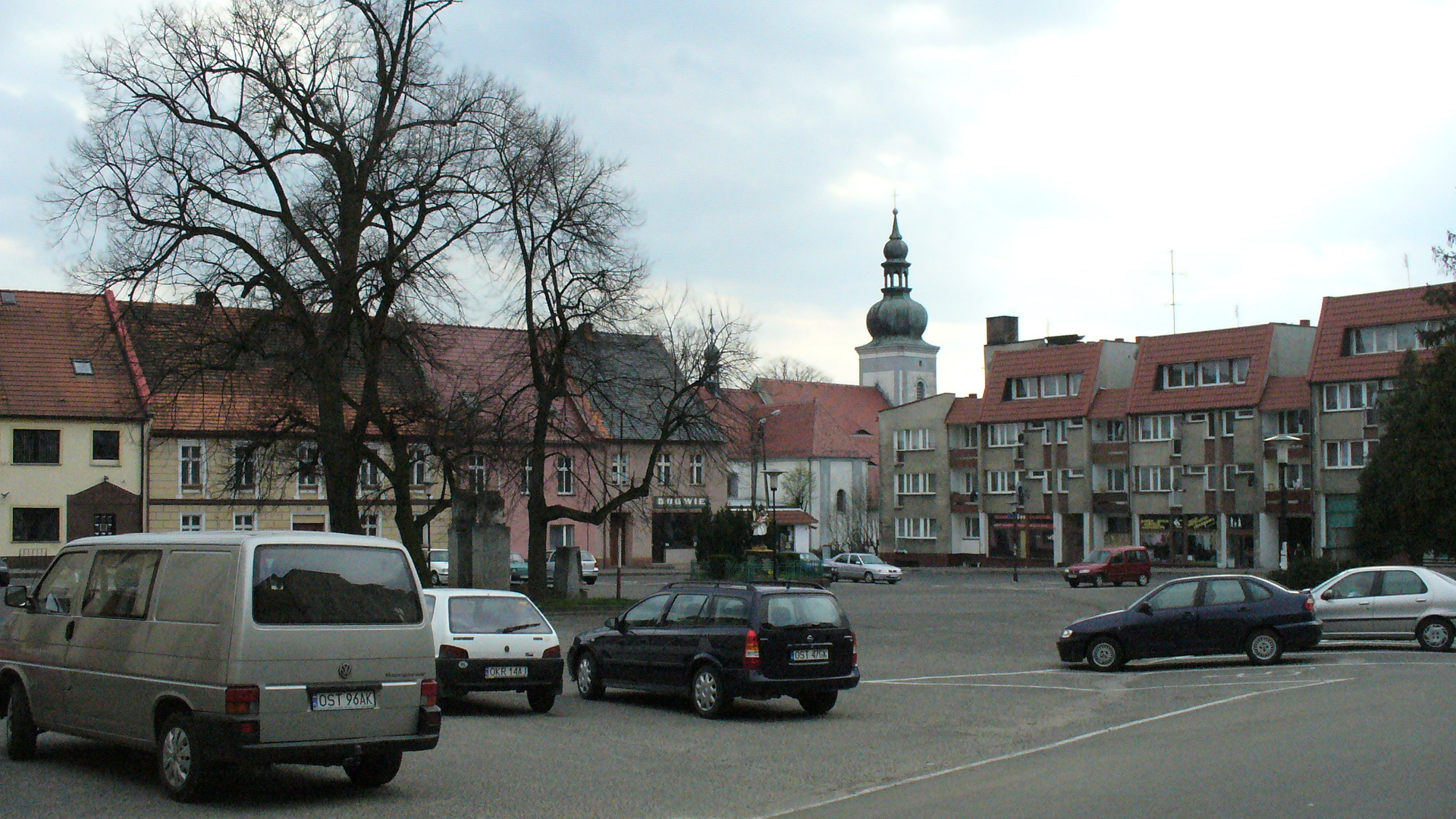
Рынок

## Известные уроженцы
- Люблинский, Мартин Антонин (1636—1690) — чешский художник.